# Tupungatito
Tupungatito je stratovulkán nacházející se na hranicích Chile a Argentiny, asi 90 km východně od hlavního města Santiago. Sopka se nachází nedaleko starší, pleistocenní sopky Tupungato a je to nejsevernější sopka centrální části chilských And, která eruptovala v historické době. Během 19. a 20. století byla původcem více než 20 menších, převážně explozivních erupcí. Poslední byla zaznamená v roce 1987. Vrchol vulkánu je pokryt několika sypanými kužely andezitového a čedičového složení a několika krátery. V současnosti je vrchol trvale zaledněný.